# Arthur Adamov
Pour les articles homonymes, voir Adamov.
Arthur Adamov est un écrivain, traducteur et auteur dramatique français d'origine russo-arménienne, né Artour Adamyan le 23 août 1908 à Kislovodsk dans le Caucase et mort le 15 mars 1970 à Paris 5e des suites d'une surdose de barbituriques.

## Biographie
Fils de Hovhannès Adamian, un riche industriel pétrolier de Bakou, et de Yekaterina Bagatouroff, il naît dans une riche famille d'origine arménienne. Arthur n'a que 4 ans quand ses parents quittent la Russie en 1914 pour l'Allemagne, puis Genève et Mayence, pour fuir la révolution Russe. La famille subit un important revers de fortune en 1917 pendant la révolution d'Octobre. Joueur obsessionnel, le père se suicidera en 1933 après avoir perdu le reste de ses biens au jeu.
Comme de nombreux Russes fortunés de l'époque, le jeune Arthur est élevé en français. Il fait ses études en Suisse et en Allemagne. Dès 1924, il s'installe à Paris où il fréquente les milieux surréalistes et participe à la publication de la revue Discontinuité. Il écrit à cette époque sa toute première pièce, Mort chaude.
Pendant la Seconde Guerre mondiale, il se réfugie à Marseille, mais est arrêté, puis détenu pendant six mois au camp de concentration d'Argelès-sur-Mer pour propos hostiles à l'égard du régime de Vichy.
La guerre d'Algérie pendant la seconde moitié des années 1950 radicalise l'écrivain qui, dans « les années 60, adhère au communisme, puis - après 1968 - à divers courants d'extrême-gauche. ». En 1960, il signe le Manifeste des 121, déclaration sur le « droit à l'insoumission » dans le contexte de la guerre d'Algérie. En 1964, pendant un cycle de conférences données aux États-Unis sur la littérature française et le théâtre moderne, il prend part à des manifestations contre la guerre du Viêt Nam. Au cours de cette période, en parallèle à l'écriture de ses pièces de théâtre, il signe plusieurs traductions de grands classiques romanesques et théâtraux russes, allemands et suédois. Mais de graves ennuis financiers, causés par des problèmes fiscaux, le font sombrer peu à peu dans l'alcoolisme.
Le théâtre d'Adamov, d'abord influencé par le surréalisme, se rattache au courant du théâtre de l'absurde. Subissant ensuite l'influence de Brecht, il écrit des œuvres ouvertement « politisées » à partir du milieu des années 1950 avec ses pièces Le Ping-Pong, qui dénonce les vaines illusions que fait miroiter l'argent symbolisé par une machine à sous dans un café, et Paolo Paoli, qui fait le procès de la petite-bourgeoisie. Dans ses dernières œuvres Adamov mêle l'intime et le politique.
Il connait très bien l'amie proche de sa mère et metteuse en scène arménienne de renom, Anna Boudaghyan à qui il écrit régulièrement et qui l'aide dans sa carrière théâtrale de par son réseau et ses connaissances pointues. Il est aussi très ami avec son fils. Anna a eu une influence certaine sur le travail d'Arthur Adamov ; comme certaines lettres le montrent en 1950, il s'appuie sur elle pour faire diffuser ses œuvres, faire des rencontres ainsi que pour discuter de leur amour commun du théâtre.
Il est inhumé au cimetière parisien d'Ivry (44e division).
Sa femme, Jacqueline Autrusseau (d), était une journaliste et psychanalyste française (née le 5 février 1922 à Saint-Jean-de-Daye et morte le 14 janvier 2004 à Villejuif). Elle fut secrétaire de rédaction de la revue de l'Institut français de psychanalyse.

## Œuvres

### Textes autobiographiques
- L'Aveu (1946)
- L'Homme et l'Enfant (1968)
- Je... ils... (1969)

### Théâtre
- Mort chaude (vers 1926)
- La Parodie (1947)
- L'Invasion (1949)
- La Grande et la Petite Manœuvre (1950)
- Le Désordre (1951), pièce radiophonique
- Comme nous avons été (1951)
- Le Sens de la marche (1951)
- Tous contre tous (1952)
- Le Professeur Taranne (1953)
- Les Retrouvailles (1953)
- Le Ping-Pong (1955)
- Paolo Paoli (1957)
- En fiacre (1959), pièce radiophonique
- Les Âmes mortes (1960), adaptation scénique du roman de Nicolas Gogol
- Le Printemps 71 (1961)
- La Politique des restes (1962)
- Le Temps vivant (1963), pièce radiophonique
- Finita la commedia (1964), pièce radiophonique
- La Sainte Europe (1965)
- M. le Modéré (1967)
- Off Limits (1968)
- Si l'été revenait (1970)

### Autres publications
- L'Heure nouvelle (1946)
- La Commune de Paris, 18 mars - 28 mai 1871 (1959), anthologie de textes
- Ici et maintenant (1964)
- Artaud vivant (1980), publication posthume
- Strindberg (1982), publication posthume
- L'Autre (1985), recueil de notes posthume

### Traductions (liste partielle)
- Le Moi et l'Inconscient, de Carl Gustav Jung, éd. Gallimard, 1938
- Le Livre de la pauvreté et de la mort, de Rainer Maria Rilke, éd. Charlot, préface et traduction, coll. Fontaine, mai 1941
- Le Pélican, d'August Strindberg, Théâtre populaire, no 17, mars 1956
- Les Âmes mortes, de Nicolas Gogol, éd. La Guilde du Livre, 1956
- Crime et Châtiment, de Fiodor Dostoïevski, éd. Le Club du Livre Français, 1957
- Père, d'August Strindberg, L'Arche éditeur, 1958
- L'Esprit des bois, d'Anton Tchekhov, éd. Gallimard, 1958
- La Mère, de Maxime Gorki, éd. Le Club français du livre, 1958
- Oblomov, Ivan Gontcharov, éd. Le Club français du livre, 1959
- La Mort de Danton, de Georg Büchner, L'Arche éditeur, 1953
- Le Revizor, de Nicolas Gogol, L'Arche éditeur, 1967
- La Grande Muraille, de Max Frisch, éd. Gallimard, 1969
- L'Oncle Vania et Les Trois Sœurs, d'Anton Tchekhov, éd. Le Club français du livre et Librairie générale française, 1973

## Premières productions des pièces
- 1948 : La Mort de Danton (adaptation), juillet, festival d’Avignon
- 1950 : La Parodie, juin, théâtre du Nouveau-Lancry, Paris
- 1950 : L’Invasion, novembre, Studio des Champs-Élysées, Paris
- 1950 : La Grande et la Petite Manœuvre, novembre, théâtre des Noctambules, Paris
- 1953 : Tous contre tous, avril, théâtre de l'Œuvre, Paris
- 1953 : Le Sens de la marche, mars, théâtre de la Comédie, Lyon
- 1953 : Les Retrouvailles, théâtre de la Tempête
- 1954 : Comme nous avons été, mai, Studio des Champs-Élysées, Paris
- 1955 : Le Ping-Pong, février, théâtre des Noctambules, Paris
- 1954 : Le Professeur Taranne, mai, Studio des Champs-Élysées, Paris
- 1957 : Paolo Paoli, mai, théâtre de la Comédie de Lyon
- 1960 : Les Âmes mortes, avril, théâtre de France
- 1963 : Le Printemps 71, mai, théâtre Gérard-Philipe, Saint-Denis
- 1967 : La Politique des restes, octobre, théâtre Gérard-Philipe, Saint-Denis
- 1968 : M. le Modéré, décembre, théâtre des Mathurins, Paris
- 1969 : Off Limits, théâtre de la Commune, Aubervilliers

## Études
- Propos d'Arthur Adamov recueillis par André Laude, « Arthur Adamov : “Je n'ai rien contre l'esthétique, la beauté formelle, seulement, je veux qu'elle serve” », Téléciné, no 142, Paris, Fédération des Loisirs et Culture Cinématographique (FLECC), mai-juin 1968, p. 28-29  (ISSN 0049-3287).
- « L'Expérience du gouffre », par Arthur Adamov, in Max Chaleil (dir.), Entretiens – Roger Vailland, Rodez, éd. Subervie, 1970.
- La Nouvelle Critique, numéro spécial Arthur Adamov, août-septembre 1973.
- Lectures d'Adamov. Actes du colloque international Würzburg 1981, édités par Robert Abirached, Ernstpeter Ruhe et Richard Schwaderer, Tübingen, Gunter Narr Verlag / Paris, éd. J.-M. Place, 1983.
- Samia Assad Chahine, Regards sur le théâtre d’Arthur Adamov, Paris, éd. A.G. Nizet, 1981.
- Jacqueline Adamov, « Censure et représentation dans le théâtre d’Arthur Adamov », in P. Vernois (textes recueillis et présentés par), L’onirisme et l’insolite dans le théâtre français contemporain. Actes du colloque de Strasbourg, Paris, éd. Klincksieck, 1974.
- Jacquie Adamov, « L sans personne », in Théâtre/Public, n° 173, 2004.
- Roland Barthes, sur Le Ping-Pong, in Mythologies.

Bernadette Bost, « Les répétitions-variations ou l’impossible même dans “Si l’été revenait” d’Arthur Adamov », in B. Bost, J.-F. Louette et B. Vibert (contributions réunies par), Impossibles théâtres. XIXe – XXe siècles, Chambéry, éd. Comp’Act (« L’Acte même »), 2005.
- René Gaudy, Arthur Adamov, Paris, éd. Stock, coll. « Théâtre ouvert », 1971.
- René Gaudy, « Révélation sur la mort de A.A. », revue Frictions, 2014.
- Marie-Claude Hubert, Langage et corps fantasmé dans le théâtre des années cinquante : Ionesco, Beckett, Adamov, Paris, éd. Librairie José Corti, 1987.
- Marie-Claude Hubert, « La Grande et la Petite Manœuvre ou la “révolution trahie” », in Jeanyves Gérin (dir.), Fiction et engagement politique : la représentation du parti et du militant dans le roman et le théâtre du XXe siècle, Paris, éd. Presses Sorbonne nouvelle, 2008.
- Emmanuel Jacquart, Le Théâtre de dérision : Beckett, Ionesco, Adamov, Paris, éd. Gallimard, coll. « Tel », 1998.
- Alexandra Marié, « Adamov rêvé par Planchon. A.A. Théâtres d'Arthur Adamov ou la réhabilitation des fantômes », in Brigitte Ferrato-Combe et Agathe Salha (textes réunis par), Recherches & Travaux : Fictions biographiques et arts visuels XIXe – XXIe siècles, no 68, 2006, Ellug / Revues (Éditions littéraires et linguistiques de l'université de Grenoble).
- Pierre Mélèse, Arthur Adamov, Paris, éd. Seghers, coll. « Théâtre de tous les temps », 1973.
- Olivier Neveux, « La Mélancolie d’État : Si l’été revenait. Persistance politique du théâtre d’Arthur Adamov », in Journées de l'action culturelle. Œuvre ultime, Strasbourg, Université Marc-Bloch, 2005.
- Maurice Regnaut, Sur (Adamov, Artaud, Brecht, Genet, Gorki, Racine, Weiss), Paris, éd. P. J. Oswald, 1975.
- Jean-Pierre Sarrazac, « Adamov devant Strindberg : la dramaturgie de l’aveu », Théâtres du moi, théâtres du monde, Rouen, éd. Médianes, coll. « Villégiatures / Essais », 1995.
- Revue Europe, janvier 2018.
- Nathalie Lempereur, Arthur Adamov, ici et maintenant – Exil, théâtre et politique, préface de Pascal Ory, Paris, Ėditions de la Sorbonne, coll. « Histoire contemporaine », 2020.
- Gilles Ortlieb, Un dénuement, Arthur Adamov, Paris, éd. Fario, 2019.

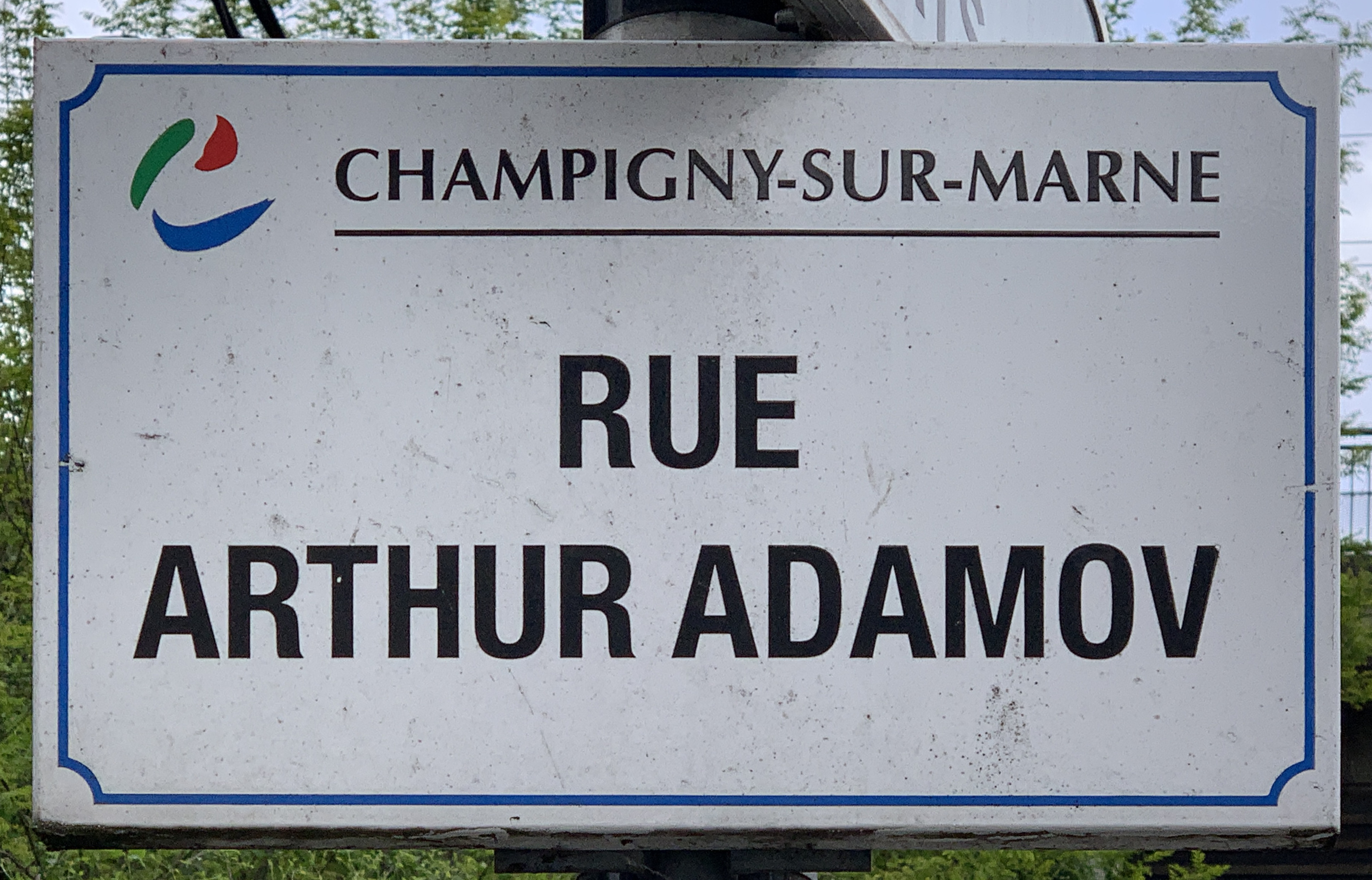
Plaque de la rue Arthur-Adamov.

## Hommages
- Artaud a peint un portrait d'Adamov (exposition « Mélancolie », Grand Palais, Paris, 13 octobre 2005 - 16 janvier 2006).
- Alexandre Garbell a peint un portrait d'Arthur Adamov[6].
- Une vie, une œuvre : Arthur Adamov au centre de l'arène, France Culture, 13 janvier 2018.
- Une rue lui est dédiée dans la ville de Champigny-sur-Marne (Val-de-Marne).